# Pedro Frey Ramos
Pedro Frey Ramos (Porto, 10 de Abril de 1986) é um actor português, popularizado na série Triângulo Jota, da RTP. 

## Televisão
- Participação especial, Pepe em Um Lugar Para Viver, RTP1 2009
- Participação especial, Infante D. Manuel em Equador, TVI 2009
- Elenco principal, Paulo em Morangos com Açúcar, TVI 2008
- Protagonista, Jorge em Triângulo Jota, RTP1 2006